# 失恋レストラン
「失恋レストラン」（しつれんレストラン）は、1976年11月21日に発売された清水健太郎のデビューシングル。

## 概要
当時アイドル的存在であった清水健太郎の代表曲である。楽曲提供はつのだひろ（後につのだ☆ひろに改名）。自身のレギュラー番組であった『ぎんざNOW!』から生まれた楽曲である。
1977年2月21日-3月21日のオリコンシングルチャートで最高1位を獲得した。また同年、第19回日本レコード大賞最優秀新人賞・第8回日本歌謡大賞放送音楽新人賞・第10回日本有線大賞最優秀新人賞などを受賞した。さらに同年大晦日の『第28回NHK紅白歌合戦』でも歌唱した。
1994年9月25日発売のシングル「アメジスト」にも、カップリングで収録された。
1997年に富士写真フイルム（後の富士フイルム）のレンズ付きフィルム「写ルンです」のCMソングに起用された。

## 収録曲
- 両楽曲共に、作詞・作曲・編曲：つのだひろ

1. 失恋レストラン（3分47秒）
2. アイ・ラブ・ユーSO（4分7秒）

## カバー
| アーティスト                           | 収録作品                                   | 発売日         | タイトル        | 備考                              |
| 失恋レストラン                         | 失恋レストラン                             | 失恋レストラン | 失恋レストラン  | 失恋レストラン                    |
| -------------------------------------- | ------------------------------------------ | -------------- | --------------- | --------------------------------- |
| 敏いとうとハッピー&ブルー （篭島敏男） | LP『星降る街角』                           | 1977年?月?日   | 失恋 レストラン | トリオ 3B-1004                    |
| チェリッシュ （松崎好孝）              | LP『チェリッシュ・フォーク・コレクション』 | 1977年5月15日  | 失恋 レストラン | ビクター SF-10075 （VEATP-40677） |
| 谷ちえ子                               | LP『ほゝえみ』                             | 1977年10月25日 | 失恋 レストラン | コロムビア PX-7035 （CORR-10704） |
| 太田幸希                               | シングルCD                                 | 1991年9月22日  | 失恋 レストラン | キング KIDS-74                    |